# Ченцы (Глебовский сельский округ)
Ченцы — деревня в Глебовском сельском округе Пригородного сельского поселения Переславского района Ярославской области на реке Кубри.

## Население
Население на 1 января 2007 года — 2 человека.
| 1859 | 1905 | 1926 | 2007 | 2010 |
| ---- | ---- | ---- | ---- | ---- |
| 63   | ↗98  | ↗179 | ↘2   | →2   |

## История
Пустошь Горицкого монастыря в Новосельском стане, которая была заселена после 1744 года 11 крестьянами из Яропольца.
Происходит название от фамилии Ченцов. Это «грозная» фамилия того времени. Легенда гласит: «Ченцы это низшие служители, но в то же время „опасные“. Люди имеющие фамилию ченцов, странные, иногда страшные, но бывают и умные, что редкость».